# Крістофер Баклі
Крістофер Тейлор Баклі (англ. Christopher Andrew «Chris» Coons; нар. 24 грудня 1952, Стемфорд, Коннектикут) — американський письменник-сатирик. Виріс в Санта-Барбарі, Каліфорнія. Закінчив Єльський університет, потім працював в журналі «Есквайр».
Його роман «Дякую вам за паління» був екранізований у 2005. Письменник є сином консервативного оглядача Вільяма Баклі.

## Романи
- Метушня у Білому домі (The White House Mess) (1986)
- Дякую вам за паління (Thank You for Smoking) (1994)
- Господь — мій брокер (God Is My Broker) (1998) (написана у співавторстві з Джоном Тірні)
- Зелені чоловічки (Little Green Men) (1999)
- З першою леді так не поступають (No Way to Treat a First Lady) (2002)
- Флоренс Аравійська (Florence of Arabia) (2004)
- День Бумеранга (Boomsday) (2007)
- Верховні судоми (Supreme Courtship) (2009)
- Вони ж їдять цуценят, правда? (They Eat Puppies, Don’t They?: A Novel) (2012)
- Майстер реліквій (The Relic Master: A Novel) (2015)
- Мисливець на суддів (The Judge Hunter: A Novel) (2018)

## Українські переклади
Роман «Майстер реліквій» в українському перекладі Яни Сєрої побачив світ 2018 року у харківському видавництві «Фабула», в один рік із першим російським виданням цього твору. Пізніше на основі цього перекладу було створено авдіокнигу (текст читає Євген Перепелиця).